# 城南李氏
城南李氏（ソンナムニし、朝鮮語: 성남이씨）は、朝鮮の氏族の一つ。本貫は京畿道城南市である。2015年の調査では189人がいる。
城南李氏は外国人が帰化する際に創姓創本したものである。始祖はロシア出身で韓国に帰化したサッカー選手のデニス・ラクチオノフ（李城南）である。